# Jovinus
Jovinus ou Jovin, 7e évêque d’Uzès, épiscopat en 581.

## Chronologie
| 581. | À la mort d'Albinus imposé par Dynamius recteur de Provence, Childebert voulant faire acte d'autorité, nomme au siège d'Uzès, Jovinus, ancien recteur de la Provence (570-573) évincé par Albinus (573-575). |